# Ceikiniai
Ceikiniai è una città del distretto di Ignalina della contea di Utena, nell'est della Lituania (non lontana dalla Bielorussia). Secondo un censimento del 2011, la popolazione ammonta a 174 abitanti.
Dista 13 km da Ignalina che è a nord, Švenčionys è 16 km a sud e Mielagėnai è a 12 km a est.
Ceikiniai si è sviluppata nel punto di confluenza dei fiumi Ceikinė e Kretuona. È circondata da foreste di pini e colline. Circa 4 km a nord della città, si erge il monte Nevaišiai, il quarto per altezza del Paese baltico.
È il centro più importante dell’omonima seniūnija.

## Storia
L’insediamento è menzionato per la prima volta in atti ufficiali nel XVI secolo.
L’insediamento si è sviluppato negli ultimi due secoli con la costruzione di una biblioteca e di diversi edifici cittadini. 
Ceikiniai ha dato i natali al compositore Kipras Petrauskas (1885-1968). La casa in cui viveva è stata contrassegnata da una targa commemorativa.